# Сколота Марина Вікторівна
Мари́на Ві́кторівна Сколота (нар. 5 листопада 1963, м. Красноярськ, СРСР) — радянська, українська і російська біатлоністка.

## З життєпису
Народилася 1963 року в Красноярську. Переїхала та жила в Сумах, працювала електриком. Біатлоном зайнялася 1989 року.
Після розпаду Радянського Союзу 1991 року перейшла до складу національної збірної України.
На початку сезону 1992/1993 дебютувала в Кубку світу та була 29-ю.
Вершиною кар'єри Сколоти стали зимові Олімпійські ігри-1994 в Ліллегаммері. Там вона була 33-ю у спринті, а з Валентиною Цербе-Несіною, Оленою Петровою та Оленою Зубриловою — п'ятою в сезоні. Брала участь в гонках Кубка світу у 1995 році.
У 1998 році в Осрбліє на літньому чемпіонаті світу з біатлону фінішувала на 12 місці — як у спринті, так і в гонці-переслідуванні.
Повернулася до РФ. Спортивним суддівством почала займатися в 2004 році, на регіональних змаганнях. Згодом стали запрошувати на всеросійські змагання, є технічним делегатом Федерації лижних гонок Росії.